# Tom Van Hooste
Tom Van Hooste (Sint-Niklaas, 23 september 1972) is een Belgische voormalige middellange- en langeafstandsatleet, die gespecialiseerd was in het veldlopen en de marathon. In het veldlopen werd hij Belgisch kampioen in 2001, 2002, 2003, 2005 en 2007 (lange cross). Ook werd hij in 2004 Belgisch kampioen op de 10.000 m.

## Biografie

### Entree in de atletiek
Sinds februari 2001 deed Van Hooste professioneel aan atletiek. Op internationaal niveau was zijn beste prestatie een vierde plaats op de EK veldlopen (2003) en een twintigste plaats op de WK veldlopen (2001). Op de piste haalde hij een dertiende plaats op de 5000 m tijdens de Europese kampioenschappen van 2006 in Göteborg.

### Debuut op de marathon
Op de marathon maakte Tom Van Hooste in 2002 zijn debuut in de marathon van Rotterdam. Hij moest in deze wedstrijd echter nog voor de finish uitstappen. In 2004 verging het hem een stuk beter en werd hij elfde in 2:11.55. De Keniaan Felix Limo won deze wedstrijd toentertijd in een parcoursrecord van 2:06.14.
Zijn droom was mee te doen aan de Olympische Spelen van 2008 in Peking. Hiervoor moest hij de klassieke afstand binnen de door de Koninklijke Belgische Atletiek Bond gestelde limiet van 2:09.45 afleggen. Zijn zinnen waren in eerste instantie gericht op de marathon van Antwerpen, maar naderhand bedacht hij zich en deed mee aan de marathon van Rotterdam.

### Enkelblessure verstoorde zijn marathonvoorbereidingen
Door een enkelblessure moest Van Hooste gas terugnemen in zijn marathonvoorbereiding. "Tot dan was alles perfect verlopen. Half maart deed ik een training van 38 km. De training verliep uitstekend, maar op het einde kreeg ik inderdaad last aan de enkel. De dagen daarop kon ik nog mijn trainingen afwerken, maar op dinsdag 18 maart moest ik al na 7 km stoppen. Ook de dagen daarna bleef ik hinder hebben. In plaats van de geplande 210 km kwam ik daardoor maar aan 75 trainingskilometers. Hoeveel achterstand ik daarbij opgelopen heb, is moeilijk in te schatten. Maar ik ga ervan uit dat de schade beperkt zal blijven. De goede basisconditie zal immers niet zo snel verdwenen zijn. Sinds maandag heb ik de trainingen weer zonder pijn kunnen afwerken en ondervind ik geen last meer van mijn enkel." Als training liep hij de halve marathon van Venlo in een snelle 1:03.21, waarbij hij lange tijd in de tweede groep liep. "Na 17 km ben ik dan uit het groepje weggegaan en heb ik enkele kilometers aan iets meer dan 2.50 gelopen [...] Het ging eigenlijk vanzelf, ik schat dat ik zeker één minuut sneller had kunnen finishen. Al was het natuurlijk wel maar een halve marathon." Op 13 april 2008 werd hij zesde op de marathon van Rotterdam in een top acht van Kenianen. Hij kwam binnen op de Coolsingel in 2:10.38 en miste hiermee de olympische limiet met een kleine minuut. Halverwege lag hij nog goed op schema, maar in het tweede gedeelde verloor hij te veel tijd. Met zijn 2:10.38 verbeterde hij wel zijn persoonlijke record met een dikke minuut.

### Olympische Spelen
De Vlaamse Altetiekliga legde een dossier aan voor het Belgische Olympische Comité. Dit bleek wat beweging in de zaak te brengen, daar hij uitgenodigd werd voor een aantal testen in de hypoxiekamer van de Katholieke Universiteit Leuven onder gelijke weersomstandigheden als tijdens de Spelen van Peking. De testen bleken positief. Zijn verlies aan zouten en vocht viel binnen de perken, zijn longinhoud was tijdens de smogtest beter dan gemiddeld en hij doorstond een soort van allergische test. Na afloop liet hij optekenen: "Alleen een beetje jammer dat je vooraf zo weinig informatie krijgt over de inhoud van de testen. Mijn conditie was nooit beter, ik vind niet dat ik nog iets hoef te bewijzen. De marathon van Rotterdam is nu al drie weken geleden gelopen, ik zou volgende week toch graag duidelijkheid krijgen of ik nu mee naar de Spelen mag of niet".
Die duidelijkheid kwam er. Op 9 mei 2008 werd bekendgemaakt, dat het BOIC had besloten om Van Hooste op basis van zijn marathonprestatie in Rotterdam te selecteren voor de komende Spelen. Hiermee bevestigde het BOIC voldoende vertrouwen te hebben in de professionele werking en aanpak van Tom Van Hooste en diens trainer Dirk De Maesschalck.
Van Hooste kon het in hem gestelde vertrouwen evenwel niet waarmaken. Half juli maakte hij bekend dat hij afzag voor de Spelen, omdat hij zich niet fit genoeg voelde om in Peking te lopen.
Op 15 september 2009 meldde Van Hooste aan Sporza, dat hij zijn professionele loopbaan beëindigde. Hij was aangesloten bij atletiekvereniging Olympic Essenbeek Halle.

### Privé
Van Hooste is gescheiden en heeft drie kinderen.

### Trivia
Sinds 2011 wordt in Klein-Sinaai (Stekene) een jaarlijkse loopwedstrijd georganiseerd ter ere van de loopcarrière van Tom Van Hooste.

## Belgische kampioenschappen
| Onderdeel                 | Jaar                         |
| ------------------------- | ---------------------------- |
| 10.000 m                  | 2004                         |
| veldlopen (lange afstand) | 2001, 2002, 2003, 2005, 2007 |

## Persoonlijke records
Baan
| Onderdeel           | Prestatie | Datum        | Plaats         |
| ------------------- | --------- | ------------ | -------------- |
| 1500 m              | 3.46,75   | 2001         |                |
| 3000 m              | 7.51,61   | 4 juni 2001  | Hengelo        |
| 5000 m              | 13.31,79  | 22 juli 2006 | Heusden-Zolder |
| 10.000 m            | 28.21,21  | 6 april 2002 | Camaiore       |
| 3000 m steeplechase | 9.06,60   | 1996         |                |

Weg
| Onderdeel      | Prestatie | Datum          | Plaats    |
| -------------- | --------- | -------------- | --------- |
| halve marathon | 1:02.28   | 5 oktober 2003 | Breda     |
| marathon       | 2:10.38   | 13 april 2008  | Rotterdam |

## Palmares

### 5000 m
- 2006: 13e EK in Göteborg - 14.15,32

### 10.000 m
- 1990: 16e WK U20 in Plovdiv - 30.33,60
- 1991: 5e EK junioren in Thessaloniki - 31.23,72
- 2004:  BK AC - 28.25,15

### 15 km
- 2000: 8e Haagse Beemden Loop - 45.45
- 2005:  Posbankloop - 46.18

### marathon
- 2004: 6e marathon van Rotterdam - 2:11.55
- 2004: 7e marathon van Eindhoven - 2:14.08
- 2008: 6e marathon van Rotterdam - 2:10.38

### veldlopen
- 1990: 61e WK junioren in Aix-les-baines
- 1991: 70e WK junioren in Antwerpen
- 1996: 191e WK in Kaapstad
- 1997: 101e WK in Turijn
- 2000: 86e WK in Villamoura
- 2000: 8e EK in Malmö
- 2001: 4e Europacup
- 2001:  BK AC
- 2001: 20e WK in Oostende
- 2001: 14e EK in Thun
- 2002:  BK AC
- 2002: 34e WK in Dublin
- 2002: 17e EK in Medulin
- 2003:  BK AC
- 2003: 56e WK in Lausanne
- 2003: 4e EK in Edinburgh
- 2004: 9e EK in Heringsdorf
- 2005:  BK AC
- 2005: DNF WK in Saint-Galmier
- 2005: 7e EK in Tilburg
- 2007:  BK AC
- 2007: 19e EK in Toro